# Cmentarz żydowski w Kamieńsku
Cmentarz żydowski w Kamieńsku – zajmuje powierzchnię około 1,65 ha i uległ całkowitemu zniszczeniu podczas II wojny światowej. Nie wiadomo kiedy dokładnie został założony. Po wojnie teren kirkutu przeznaczono na cele budowlane.